# Діттвайлер
Діттвайлер (нім. Dittweiler) — громада в Німеччині, розташована в землі Рейнланд-Пфальц. Входить до складу району Кузель. Складова частина об'єднання громад Шененберг-Кюбельберг.
Площа — 5,63 км2. Населення становить 823 ос. (станом на 31 грудня 2020).